# Носово (Пушкиногорский район)
Но́сово — деревня в центральной части Пушкиногорского района Псковской области. Входит в состав городского поселения Пушкиногорье.
Расположена в 6 км к северо-западу от административного центра района — посёлка городского типа Пушкинские Горы и в 1 км к югу от деревни Блажи.

## Население
Численность населения деревни по оценке на конец 2010 года составляла 120 человек.

## История
До 3 июня 2010 года деревня входила в состав сельского поселения «Зарецкая волость» (с центром в деревне Блажи).